# État d'Oghouze-Yabgou
 (août 2018).
Si vous disposez d'ouvrages ou d'articles de référence ou si vous connaissez des sites web de qualité traitant du thème abordé ici, merci de compléter l'article en donnant les références utiles à sa vérifiabilité et en les liant à la section « Notes et références ».
750 – 1055
L'État d'Oghouze-Yabgou est un état fondé par les Oghouzes en 750 autour de la mer d'Aral et qui s'étend jusqu'à la mer Caspienne à l'Ouest, et qui fut dissout en 1055. Elle est organisée sous forme de khaganat. Sa capitale est Jankent, dans l'actuel Kazakhstan.
Le nom donné à ce khaganat, provient de celui de son fondateur, Oğuz Qan (ou Oghuz Khan) et de yabgou, un titre princier. Les Turcs actuels sont les descendants des oghouzes, mais après la conquête de l’Anatolie par les Seldjoukides, de nombreux conquérants se sont mélangés aux autochtones.